# Kamýš

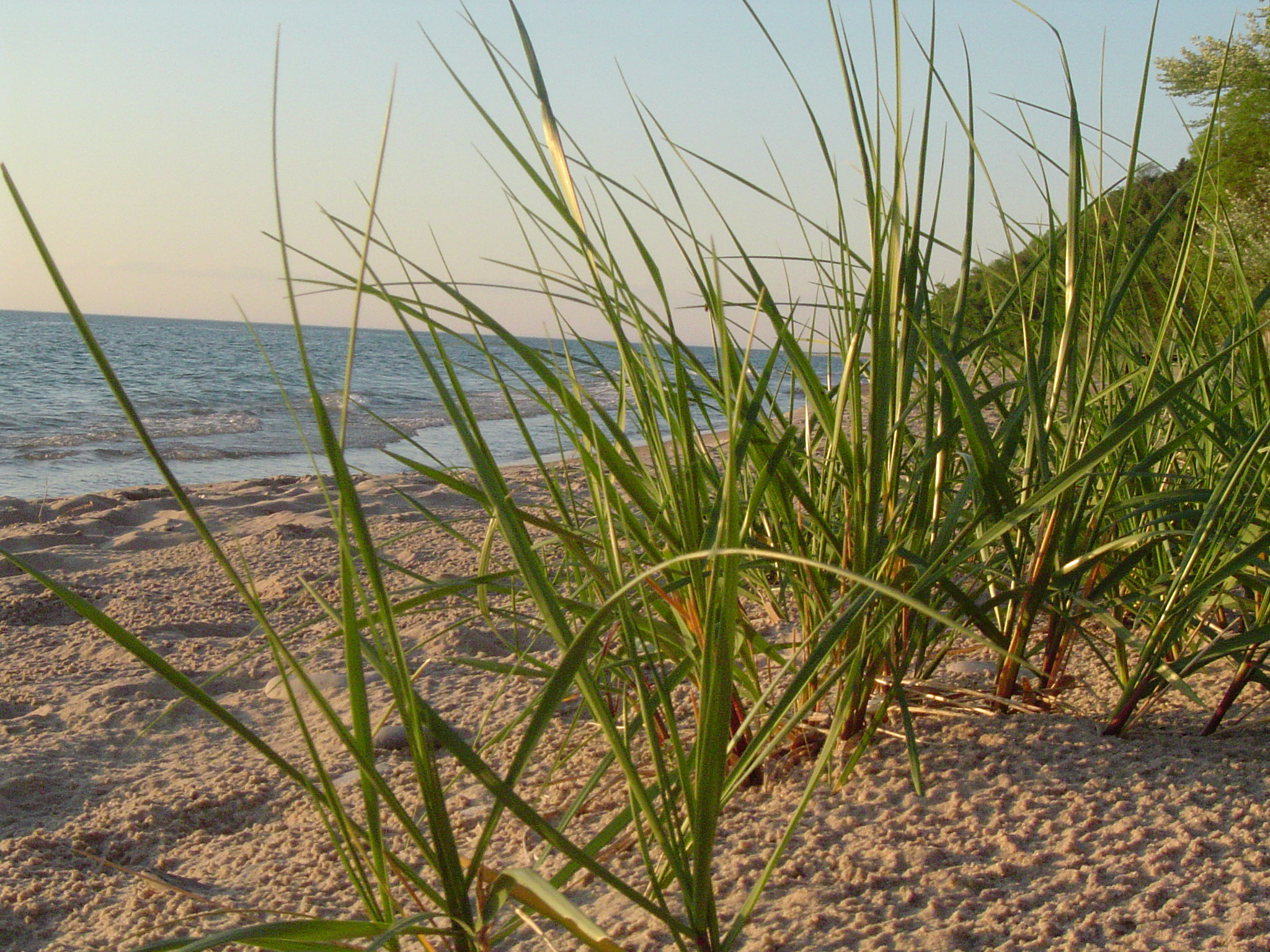
Kamýš úzkojazyčný

Kamýš neboli amifila (Ammophila) je rod trav z čeledi lipnicovitých (Poaceae). Je to typická rostlina pobřežních písečných dun.

## Popis
Je 60–100 cm vysoký, má úzké, tuhé, špičaté, šedozelené listy které jsou žebrovité a takřka vždy zatočené. Velmi husté, bělavé vrchní klasy se skládají z asi 1 cm dlouhých klásků. Kvete v červnu až srpnu. Tyto rostliny nacházíme téměř výlučně na mořských pobřežích, výjimkou je oblast Velkých jezer v Severní Americe. Příliš zasolenou půdu však nesnáší, salinita může být maximálně 15 g/l (1,5 %).
Kamýš má rozlehlý systém plazivých podzemních oddenků které zajišťují jeho stabilitu a dobré ukotvení na písečných přesypech i při foukání silných větrů. Jako první z rostlin dokáže bezproblémově kolonizovat pohyblivé písky.
Tato travina je názorným příkladem xerofytu, tj. rostliny která dokáže vyžít s minimem vody a přitom se úspěšně množit i na místech, kde by ostatní rostliny zakořenily jen stěží. Její úzké listy a kořeny vedoucí do hloubky ji v tom zdatně pomáhají. Proto byla v minulostí ve velkém rozsazována v rozličných přímořských areálech skoro celého světa.

## Využití
Vytváří nenáročnou a spolehlivou zábranu proti přesunům nezpevněného písku hnaného silným větrem a tím stabilizuje krajinu, chrání úrodnou půdu před přeměnou na pustinu, před postupným zavátím pískem. Kromě přirozeného využití pro regulaci krajinotvorby se této rostliny odedávna používá k výrobě proutěných předmětů obdobně jako rákosu a k pokrývání doškových střech.

## Rozdělení a rozšíření
Rod Ammophila má dva uznávané druhy:
- Ammophila arenaria (L.) Link – má květenství široké a dlouhé cca 25 cm. Je to evropský druh, areál původního výskytu je od Islandu až po severozápad Afriky. Tento druh byl účelově rozšířen do různých oblastí světa, do jižní Afriky, jihovýchodní Asie, jihozápadní Asie, do Japonska, Austrálie, Nového Zélandu, Argentiny i Chile kde se dobře aklimatizoval a nyní se všude projevuje jako silný invazivní druh potlačující původní rostlinstvo.
- Ammophila breviligulata Fernald – má květenství užší ale delší, cca 30 cm. Americký druh, jeho původní areál bylo pobřeží západní Severní Ameriky a Velkých jezer. Účelově byl tento druh rozšířen i na východní pobřeží, kde se projevuje vůči domácím druhům obdobným agresivním způsobem.

Dále se ještě diskutují dva potenciální nové druhy:
- Ammophila baltica (Fluegge ex Schrader) Link – který však je také pod názvem ×Ammocalamagrostis baltica považován za křížence Ammophila arenaria (L.) Link a Calamagrostis epigeios (L.) Roth (třtina), původem je v severní Evropě, východní Anglií a u Baltského moře,
- Ammophila champlainensis Seymour – jež je často uznáván za poddruh Ammophila breviligulata ssp. champlainensis , pochází od jezera Ontario a jezera Champlain v Severní Americe.